# Ukha
Ukha é uma sopa de peixe tradicional da Rússia. Pode ser tão simples como um cozido de peixes pequenos (normalmente do rio) ou peixe em pedaços, cozidos em água com batata ou alho-porro, aipo e cebola cortados, temperados com sal e pimenta e, de acordo com o gosto, sumo de limão; deixa-se cozer lentamente e serve-se com salsa cortada.
Também pode ser mais elaborada e incluir vários tipos de peixe (mesmo do mar, de acordo com a disponibilidade local), cenoura, cherivia, e ser temperada com um “bouquet garni”, louro e vodka. As receitas mais refinadas começam pela preparação dum caldo com peixes pequenos ou com as cabeças e espinhas de peixes maiores, fervidos com alguns vegetais, principalmente os que têm um sabor mais pronunciado, e outros condimentos; o caldo é depois passado por um coador, deixando ou não os vegetais no caldo. Os peixes ou espinhas podem ser primeiro enrolados em gaze, para ter a certeza que não vão aparecer espinhas na sopa. O caldo volta ao lume com os filetes de peixe, mais vegetais (se se pretender uma sopa mais substancial) e condimentos como canela e cravinho. Para além da salsa picada, a sopa pode ainda ser servida com cebolinho e endro e pastelinhos de massa recheados de peixe cozidos no próprio caldo, como pelmeni ou kulebiak.
Os peixes utilizados incluem normalmente lúcio, perca, mas também pode ser usado esturjão, bacalhau ou salmão; em termos de espécies com um sabor mais forte, pode usar-se bagre, tenca, Acerina Eurasiana ou lota-do-rio.